# 北山文化 (越南)
北山文化（越南语：／）是越南新石器时代文化的其中一个时期的称呼，因1924年法国考古学家H·芒叙（H. Mansuy）及玛德琳·柯拉尼等发现于谅山省北山县而得名。北山文化被认为是中石器时代和平文化的发展，特征为其刃部磨光的石器较早期和平文化出现频率更高。有时也与和平文化合称为“和平－北山文化”。